# La Madone des sleepings (film, 1928)
Pour les articles homonymes, voir La Madone des sleepings (homonymie).
Pour plus de détails, voir Fiche technique et Distribution.
La Madone des sleepings est un film français réalisé par Maurice Gleize et Marco de Gastyne, sorti en 1928.

## Synopsis
La principale occupation de la belle Lady Diana Winham est de parcourir l'Europe dans des trains de luxe. Elle est aussi propriétaire d'une mine d'uranium qui intéresse bien des gens.

## Fiche technique
- Titre : La Madone des sleepings
- Réalisation : Maurice Gleize et Marco de Gastyne
- Scénario : Marco de Gastyne, d'après le roman éponyme de Maurice Dekobra
- Décors : Eugène Carré[1]
- Costumes : Worth[2], Paris
- Photographie : Raymond Agnel, Paul Parguel[3] et Gaston Brun[4]
- Société de production : Pathé-Natan
- Pays de production :  France
- Format : Noir et blanc - 35 mm - 1,33:1 - Film muet
- Genre : comédie dramatique
- Date de sortie : France, 28 avril 1928

## Distribution
- Claude France : Lady Diana Wynham
- Olaf Fjord : le prince Seliman
- Vladimir Gaïdarov : le gardien de prison
- Boris de Fast : Varichkine
- Mary Serta : Irina Mouravieff
- Sergey Efron : un prisonnier
- Michèle Verly
- Henry Valbel
- Annette Benson : Griselda Turner
- Nat Carr